# حكاك عقيدي
الحُكاك العُقَيدي هو مرض جلدي يتميز بعقيدات تظهر عادةً على الذراعين أو الساقين. ويصاحبه حكه شديدة لدى غالب المرضى.

## اكتشاف المرض
تم وصف أول حالة حكاك عقيدي في عام 1909 من قبل هايد ومونتغمري.

## الأسباب
سبب المرض غير معروف، ولكنها قد تنجم عن حالات متعددة. وقد وجدت علاقة مع عدد من الأمراض منها وحمة بيكر، مرض ايغا الغلوبولين المناعي وهو حالة من المناعة الذاتية، أمراض الكبد، وخلايا تي. ارتبط الحكة الجهازية بالركود الصفراوي، مرض الغدة الدرقية، اليوريميا، داء هودجكين، و فيروس نقص المناعة البشرية وأمراض نقص المناعة الأخرى. الأورام الداخلية الخبيثة، وفشل الكبد والفشل الكلوي، والأمراض النفسية قد تؤدي إلى الحكاك العقيدي، على الرغم من إجراء المزيد من البحوث الأخيرة التي فندت ذلك.

## الأعراض
الخدش المزمن والمتكرر، والقرص، أو فرك العقيدات قد يؤدي إلى تغييرات دائمة على الجلد، بما في ذلك التحزز العقيدي، فرط التصبغ، وسماكة الجلد. وإذا لم تشفَ تصبح الآفات المتسحجة، متقشرة أو ذات ندوب. كثير من المرضى يشكون من عدم التئام الجروح حتى عند تناول أدوية تخفيف الحكة والهرش اللاحق.يمكن حدوث الحكاك العقيدي في أي عمر، ولكن منتصف العمر هو الأكثر حدوثاً.ويسبق ذلك تاريخ من الحكة المزمنة أو أمراض ليس لها علاقة بالحكة. أو يعانون من أمراض جلدية ثانوية، وأمراض المناعة الذاتية.
تكون الآفات والعقيدات منفصلة بعضها عن بعض، متماثلة عموما، مفرطة التصبغ أو ارجوانية، وصلبة.. ويمكن أن تظهر على أي جزء من الجسم، ولكن عموما تبدأ في الذراعين والساقين. وتكون الآفات المتسحجة غالبا مسطحة، مسررة، أو أن يكون لها قشرة فوقها. وقد تبدأ العقيدات في بصيلات الشعر. وقد يكون نمطها جريبياً.
في الحكاك العقيدي الحقيقي، تتشكل العقيدات قبل أن تبدأ أي حكة. عادة ما تكون هذه هي العقيدات حاكة جدا وتخف فقط باستعمال الستيروئيدات.

## التشخيص
يستند التشخيص على الفحص السريري ووجود الحكة. وتؤخذ خزعة جلدية لاستبعاد الأمراض الأخرى. تظهر الخزعات عادة مستوى عال من الخلايا الإيزونوفيلية (بالإنجليزية:  Eosinophil)‏ في مرض الحكاك العقيدي. ويجب عمل مزرعة للجراثيم من الخزعة لاستبعاد عدوى المكورات العنقودية، التي قد تسبب أمراضاً جلدية أخرى.

## العلاج
الشفاء من الحكاك العقيدي يعتبر صعبا لكن يوجد العديد من العلاجات التي تساعد في تقليل نشاط المرض والتخفيف من أعراضه.تشمل الاختيارات العلاجية الكريمات الموضعية، الستيروئيدات، و الفيتامينات، جراحة التجميد، الثاليدومايد، وعلى ضوء الأشعة فوق البنفسجية. أيضاً في حال وجود المكورات العنقودية أو غيرها من الجراثيم، فمن الممكن استخدام المضادات الحيوية فعالية. أحياناً يحتاج المريض جرعة قوية من بريدنيزون والتي توقف في العادة الحكة بشكل فوري.

## اقرأ أيضاً
- حكة
- مرض جلدي